# 그레고리 윈터
그레고리 폴 윈터 경(영어: Sir Gregory Paul Winter, CBE FRS FMedSci, 1951년 4월 14일 ~ )은 영국의 생화학자이다. 2018년에 박테리아를 감염시키는 바이러스를 이용하여 새로운 단백질을 진화시키는데 사용될 수 있는 ‘파지 전시’라는 과정을 개발한 공로로 프랜시스 아널드, 조지 P. 스미스와 함께 노벨 화학상을 수상했다.